# عبد الكريم سولي
عبد الكريم سولي (بالفرنسية: Abdul Kareem Sule)‏ (مواليد 20 يناير 1975 في كادونا) هو لاعب كرة قدم نيجيري دولي سابق ووكيل لاعبين حاليا.

## المسيرة الرياضية مع الأندية
بدأ حياته المهنية في عام 1993 مع نادي مسقط رأسه بنك نيجيريا العالمي كادونا قبل أن يغادر في عام 1994 إلى ستشينرى ستورز في لاغوس. انتقل في يوليو 1995 إلى شركة بينو للإسمنت ليونز. بعد ستة أشهر غادر شركة بينو للإسمنت ليونز وانتقل إلى قطر القطري. مع نادي العاصمة القطرية الدوحة كان أحد أفضل الهدافين واستكشفه الفريق الدانمركي ميتييلاند في عام 1997. لعب لمدة ثلاث سنوات مع ميتييلاند قبل أن ينتقل في عام 2000 ليحطم الرقم القياسي لمبالغ الصفقات بقيمة تسع ملايين كرونة دانماركية لأكاديمسك بولدكل حيث لعب له خمس سنوات. غادر في عام 2004 ووقع عقدًا مع كوغ.
غادر النادي بعد عام واحد وانتقل إلى هورسينس في عام 2005. في العام التالي انتقل إلى لولاند فالستر أليانسين. في عام 2007 لعب المهاجم في الدوري الممتاز الماليزي مع الصاعد حديثا جوهر دار التعظيم.

## المسيرة الرياضية مع المنتخب
لعب عشر مباريات وسجل هدفين في مباريات كأس الأمم الأفريقية لكرة القدم وكأس العالم لمنتخب نيجيريا وكان ضمن التشكيلة من 1990 إلى 1993.

## ما بعد الاعتزال
في وقت لاحق من عام 2008 انضم لاعب منتخب نيجيريا السابق إلى إدارة الرياضة الأوروبية كشخصية كرة قدم مرتبطة.